# グリムセイ島

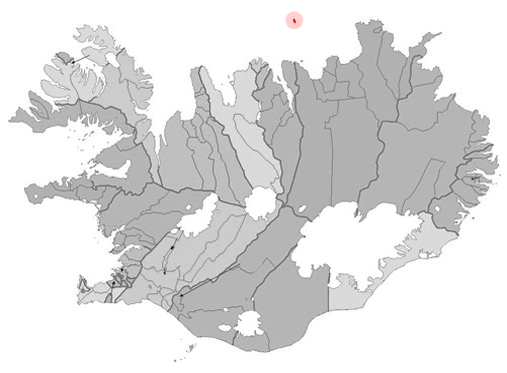
位置

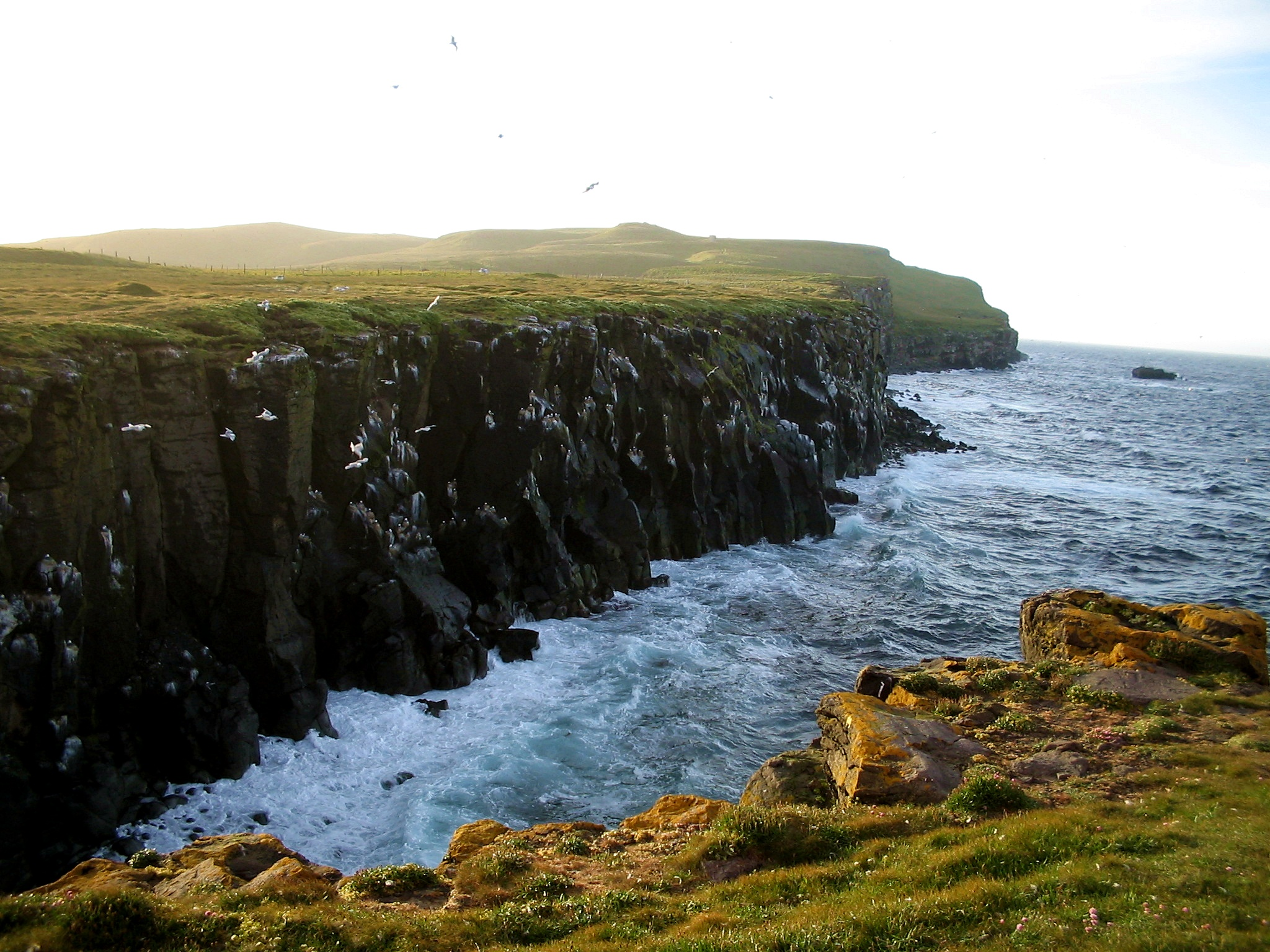
グリムセイ島

グリムセイ島（グリムセイとう、Grímsey）はアイスランドにある島である。面積は5.3km²、最高点は105m。
アイスランド本土から北へ約40kmの北極海上にある。島の中ほどに北極線、すなわち北緯66度33分の線が通っており、島の北側約3分の1は北極圏内にある。この島の村はアイスランド最北の居住地である。島の人口は77人。一番近くにある島は本島に近いフラティー島（Flatey）で、グリムセイ島から南に39.4km海上にある。グリムセイ島はアイスランドの自治体で、グリムスエイヤールフレップール（Grímseyjarhreppur/グリムセイジー島地方自治体）とも呼ばれている。住民のほとんどは漁業に従事している。病院は無く、三週間に一度、医師が飛行機で診察にやってくる。

## 交通アクセス
アークレイリ空港から飛行機の定期便が就航している。飛行時間は30分。ノーランドエアによる運行であるが、同社ウェブサイトでは航空券が買えないので、エア・アイスランドのウェブサイトで買うこととなる。便名もエア・アイスランドの便名が付与されている。

またダールヴィークからフェリーでもアクセスできる。フェリーの所要時間は3時間。月、水、金のみの運航。

## 地理
島とは言うものの、それ全体は巨大な岩の固まりといったような様相をしている。海岸線のほぼ全ては、垂直に切り立った崖であり、高さ何十メートルの垂直の崖も珍しくはない。柵は一切無いので、転落せぬよう細心の注意を払う必要がある。南部の土地が低くなっている箇所や、南西側のごく一部の緩やかな崖を下ったところが、唯一水辺にたどり着ける場所である。また舗装路はなく、道路は地面を押し固めただけである。中心集落周辺はある程度きれいにならされてはいるが、それ以外は砂利道の箇所も多い。起伏も多いため、歩きやすい靴は必須である。

樹木は無いが、地表は豊かな草と苔で覆われている。

## 商業施設
二軒の宿を含め、島内には商業施設と言える物は六軒しかない。宿のうち一軒はギャラリーと同一の建物。

- ゲストハウス・バゥサル (Básar) - 空港の目の前。宿からは北極線のモニュメントが見える。
- ゲストハウス・グトルソゥル (Gullsól)ならびにギャラリー・ソゥル (Gallerí Sól) - 一階がギャラリー。上の階がゲストハウスである。ギャラリーでは土産物を始め、コーヒーや軽食なども買える。北極圏到達証明書が売っていて、店主が日付、名前を記載の上、証人として署名、捺印してくれる。ギャラリーの営業時間は、夏期のみ。月、水、金にフェリーが入港したら開店し、その日の16時に閉店。
- レストラン・クリーアン (Krían) - 島で穫れた魚や、パフィンなどを出す。夏は毎日開店するが、それ以外の時期は事前連絡しないと開店しない。
- スーパーマーケット・ブーズィン (Búðin) - 郵便局も併設している。
- ガソリンスタンド・N1 - 無人で、古びたポンプが野ざらしで置いてあるだけである。

二軒の宿を除けば、すべて「島唯一の○○」であり、ゲストハウス・グトルソゥル以外はすべて「アイスランド最北の○○」である。

なお、宿泊に関してはキャンプ場もある。使用料の支払いはスーパーマーケット・ブーズィンにて。

## 島内の移動
公共交通機関もタクシーも無く、フェリーに車を積んで来ない限り、旅行者は徒歩での移動である。

## 観光
野鳥の楽園であり、アイスランドの象徴とも言えるパフィンを多く観察することができる。また、キョクアジサシ、カモメを始めとした、多種多様な鳥がいる。大抵の鳥は崖に営巣し、また近づくと逃げる場合が多いが、キョクアジサシに限っては平地に営巣するため、営巣地に近づくと、大きな鳴き声をあげて空中から攻撃してくるので注意が必要。

前述の通り、この島を北緯66度33分の線、すなわち北極線が横断している。空港から出て、北に進むと、すぐにその北極線を示したモニュメントを見つけることができ、旅行者の定番の写真撮影スポットとなっている。ここから世界各地への距離が示されており、同国の首都レイキャヴィークまでは325km、東京までは8494kmとのことである。なお、北極線は一年あたり14.5m北に推移しており、実際の北極線はこのモニュメントより数十メートル北である。

北極線より北に位置している土地ということは、すなわち夏至には24時間全く太陽が沈まないということである。島の北端(アイスランドの国土の最北端でもある)からは、太陽の位置が徐々に下がり、水平線ぎりぎりの所まで来て、また上って行く様子、いわゆる「真夜中の太陽/Midnight Sun」を見ることができる。ただし、アイスランドの国土の大部分は西経15度よりも西に位置している(グリムセイは西経18度1分)にもかかわらず、タイムゾーンはグリニッジ標準時を採用している。そのため「Midnight Sun」とは呼ばれるものの、太陽が最も水平線に近づくのは、午前0時ではなく、1時過ぎである。島の中心集落から北端までは、大きな丘を越え、地を踏み固めただけの道を歩くこととなり、約1時間半から2時間程度を要する。また、この近辺は崖が非常に高く、転落すれば命の保証は全く無い。
アークレイリから小型飛行機(ノーランドエアのDHC-6-300型機)に乗ってこの島に来ること自体が観光化していることもあり、アークレイリから飛行機で往復すると、グリムセイの出発時に、ノーランド・エアのロゴ、日付、搭乗者名、パイロットの署名が入った「北極圏到達証明書」がもらえる。